# Disney Junior
Disney Jr. е детски телевизионен канал, със занимателно-образователна цел, собственост на отдела Walt Disney Television на компанията Walt Disney чрез Disney Channels Worldwide. Започва излъчване на 1 септември 2010 г. като Playhouse Disney. Официалното име на версията на канала е Disney Junior EMEA (Europe, Middle East & Africa).
Някои от анимационните сериали на детския канал започват излъчване на 21 септември, 2009 г. като специализиран блок по Disney Channel България. Първите излъчени анимационни филмчета са В клуба на Мики Маус, Майстор Мани и Моите приятели Тигъра и Мечо Пух. В началото анимационните сериали са се излъчвали с обикновен дублаж, закупен от БНТ или без такъв, но от месец ноември 2009 г. започват излъчване със синхронни дублажи от Доли медия студио и Александра аудио. На 5 октомври започва излъчване и анимационният сериал Айнщайнчета. През 2010 г. в детския блок се добавят още Кръстовище в джунглата, Майстор Мани. Училище за инструменти и Специален агент Осо. Показват се и кратките серии към анимацията В клуба на Мики Маус, където кучето Плуто търси разни предмети.
Анимационният блок се излъчваше от 08:00 до 10:10 ч. през делничните дни и от 06:00 до 07:30 ч. през почивните, като през няколко месеца часа на излъчване е променян няколко пъти. Блока върви напълно озвучен, изцяло със синхронен дублаж на студио Доли и Александра Аудио, като единствено рекламните заставки не са на български.
На 1 септември 2010 г. канала вече си има и собствен ефир за страните от централна и източна Европа. Предлага се озвучен на 2 езика – полски и турски. Програмата му е 24-часова и в нея се излъчват освен познатите от канал Дисни продукции на Playhouse, така и нови като Усмихнати умници и Джейк и пиратите.
На 1 юни 2011 г. Playhouse Disney е преименуван на Disney Junior.
На 1 ноември 2024 Disney Junior. е преименуван на Dlife
Каналът премина в 16:9 формат на картината на 25 август 2015.

## История
Компанията Walt Disney за първи път опитва да пусне 24-часов канал за деца в предучилищна възраст в Съединените щати, когато компанията обявява планове да стартира Playhouse Disney, телевизионен блок на едноименния канал Disney Channel, който стартира на 8 май 1997 г. (излъчва се в сутрешните часове седем дни в седмицата, като делничните блокове продължават до ранния следобед). Плановете за мрежата на Съединените щати в крайна сметка са отложени. Въпреки това, канали, използващи псевдонима Playhouse Disney, са пуснати в други страни в международен план.
Развитието на Disney Junior започва на 26 май 2010 г., когато Disney-ABC Television Group обявява пускането на канала като платена телевизионна услуга, която ще се конкурира с други абонаментни канали, насочени предимно към деца в предучилищна възраст като Nick Jr. Qubo и Sprout (последният става известен като Universal Kids); в допълнение към блоковете и каналите с марка Playhouse Disney, които са преименувани като Disney Junior.

## Анимации и сериали
| Списък със заглавията по Playhouse Disney | |
| Година                                    | Заглавие |
| 2010                                      | Анимационни сериали: Айнщайнчета; В клуба на Мики Маус; Джейк и пиратите; Кръстовище в джунглата; Майстор Мани; Моите приятели Тигъра и Мечо Пух. Игрални сериали: Усмихнати умници. Игрални филми: Играта на играчките 2; Мулан 2; Тарзан 2 |

Текущи предавания:
- Айнщайнчета
- В клуба на Мики Маус
- Джейк и пиратите
- Кръстовище в джунглата
- Майстор Мани
- Моите приятели Тигъра и Мечо Пух
- Усмихнати умници

Пълнометражни филми:
- Играта на играчките 2
- Мулан 2
- Тарзан 2
- Чикън Литъл
- Братът на мечката 2
- Покахонтас
- Стич: Филмът